# 玉野村 (福島県)
玉野村（たまのむら）は福島県北東部、相馬郡に属していた村。現在の相馬市西端、宇多川と玉野川の上流域、霊山東麓にあたる。

## 地理
- 山：霊山、古霊山
- 河川：宇多川、玉野川

## 歴史
- 1889年（明治22年）4月1日 - 町村制の施行により、玉野村、東玉野村が合併して宇多郡玉野村が発足。
- 1896年（明治29年）4月1日 - 所属郡が相馬郡に変更。
- 1954年（昭和29年）3月31日 - 中村町・飯豊村・磯部村・日立木村・大野村・八幡村・山上村と合併して相馬市が発足。同日玉野村廃止。

## 交通

### 道路
- 中村街道（現・国道115号）